# Završje (Sibinj)
Završje  su naseljeno mjesto u Republici Hrvatskoj u sastavu općine Sibinj u Brodsko-posavskoj županiji.

## Zemljopis
Završje se nalazi sjeverno od Sibinja na putu prema jezeru Petnja na južnim obroncima Dilj gore.

## Stanovništvo
Prema popisu stanovništva iz 2011. godine Završje je imalo 362 stanovnika, dok je 2001. godine imalo 379 stanovnika, od čega 370 Hrvata i 5 Srba. 
| broj stanovnika |       |       |       | 199   | 216   |       | 195   |       | 322   | 310   | 324   | 336   | 345   | 348   | 379   | 362   | 271   |
|                 | 1857. | 1869. | 1880. | 1890. | 1900. | 1910. | 1921. | 1931. | 1948. | 1953. | 1961. | 1971. | 1981. | 1991. | 2001. | 2011. | 2021. |